# Palæstinenserloven
Palæstinenserloven refererer til en særlov fra 3. marts 1992 der gav kollektivt asyl til 321 libanesiske palæstinensere der tidligere havde fået afslag.

## Baggrund
Palæstinensere var rejst fra Libanon til Danmark i løbet af 1990 og 1991, hvor de søgte asyl på en påstand om, at de var forfulgte i Libanon.  Men en stramning af sagspraksis i Direktoratet for Udlændinge og  i Flygtningenævnet under KVR-regeringen i efteråret 1989 bevirkede, at en tidligere praksis med automatisk at give asyl til palæstinensere fra Libanon var blevet ændret, så sagerne nu blev vurderet enkeltvis. Dette medvirkede til, at der blev vurderet, at 321 palæstinensere ikke var forfulgte i Libanon og derved fik afslag på deres ansøgning om asyl.
Efter afslaget valgte en gruppe på 96 palæstinensere at besætte Enghave Kirke og kort efter mellem den 7. og 8. september 1991 Blågårds Kirke, hvor sognepræst Lisbeth Søe inviterede dem indenfor. Besættelsen af Blågårds Kirke varede i over fem måneder.
Palæstinenserne vakte sympati blandt en række danske organisationer og individer.  600 danske præster skrev under på en støtteskrivelse, der opfordrede til opholdstilladelse, danske BZere besatte Direktoratet for Udlændinge og Justitsministeriet i protest mod afslaget af asyl. Støttegruppen blev senere kaldt en "koalition af BZ'ere, præster og humanister".
Lobbyorganisationen Landsforeningen af Danske Flygtningevenner, der var stiftet 1. marts 1986 med hjælp og rådgivning fra den radikale Bernhard Baunsgaard og SF'eren Ebba Strange, der gennem flere år havde støttet palæstinensernes ønske om asyl, arbejdede også  for at presse en opholdstilladelse igennem, ligesom kulturpersonligheder som Savage Rose, Kim Larsen, Anne Marie Helger og Lone Hertz gik i fortale for palæstinenserne.
Den 3. marts 1992 valgte et flertal i Folketinget bestående af Socialdemokratiet, Det Radikale Venstre og Socialistisk Folkeparti uden om KV-regeringen at give kollektiv opholdstilladelse til alle palæstinensere der havde opholdt sig i Danmark i mere end 12 måneder. Loven blev i dagligt tale benævnt Palæstinenserloven.
Umiddelbart efter vedtagelsen valgte mange af palæstinenserne at tage tilbage til Libanon for at fejre opholdstilladelsen i Danmark – på trods af at de havde påstået at de havde været forfulgte i Libanon.  Det kom yderligere frem at 312 af de 321 angiveligt forfulgte palæstinensere havde rejst frem og tilbage mellem Danmark og både Libanon og Syrien i løbet af 1990 og 1991, mens de havde søgt asyl i Danmark, blandt andet for at gifte sig. 
Støttegruppen udgav kort efter en bog, hvor de beskrev den succesfulde politiske aktion.

## Sådan er det gået de 321 palæstinensere
En undersøgelse fra 2003 viste, at 42 procent af de 321 personer, som fik asyl, siden hen er blevet dømt for kriminalitet, og at 74 procent af dem i en eller anden form var på overførselsindkomst, herunder førtidspension. En opgørelse fra 2005 viste, at 56 procent af de palæstinensiske kirkebesætteres børn er blevet straffet for kriminalitet. 
En oversigt fra 2011 viste følgende:
- 245 eller 76 pct. har fået dansk statsborgerskab (pr. 1. marts 2011)
- 241 har fået offentlig forsørgelse i perioden 2007-2009. Fratrukket de 26 personer, der er over pensionsalderen, svarer det til 82 pct. Omregnet til fuldtidspersoner var der alene i 2009 218, som levede af overførsler. Hertil kommer 26 personer født før 1945.
- 179 eller 56 pct. har fået dom for kriminalitet i perioden 1992-2009. De 179 fordeler sig således: Ubetinget fængselsdom (32), Betinget fængselsdom (31), Bødedom (114), Andet (2)

Tallene for gruppen er høje, også set i forhold til de generelle opgørelser over kriminalitet fra Danmarks Statistik i 2010, der viste at statsløse palæstinensere lå i top med indeks 237 (gennemsnittet er index 100)
En opgørelse fra 2017 viste, at 67 ud af de 321 personer havde modtaget en fængselsdom og 137 havde fået en bøde eller andet (herunder forvaring, tiltalefrafald med advarsel og varetægt) for kriminalitet. 189 var i 2016 på ikke-aldersbestemt offentlig forsørgelse, heraf 122 på førtidspension og 25 på kontanthjælp.

## Lovens betydning for senere dansk flygtninge- og indvandrerpolitik
Særloven (Palæstinenserloven) er en begivenhed, som har trukket dybe spor den senere danske flygtningepolitik.  
I juli 2006 befandt hver fjerde palæstinenser/efterkommer med dansk pas eller opholdstilladelse sig i Libanon, da Israel angreb Sydlibanon. 5.800 palæstinensere/efterkommere – ud af i alt 22.509 – blev fløjet hjem for en pris for statskassen på 60 millioner kroner. Dette blev brugt politisk af Dansk Folkeparti.
Palæstinenserloven fik også aktualitet i 2009, da afviste irakiske asylansøgere besatte Brorsons Kirke på Nørrebro, for at omstøde Flygtningenævnets afgørelse. 
Sagen blev et opgør med den danske udlændingepolitik og oplysningerne om omfanget af 1992 asyl-palæstinensernes kriminalitet fik igen politisk betydning. I gentagne meningsmålinger var der opbakning fra godt to-tredjedele af respondenterne til at sende irakerne hjem. I weekendavisen skrev Vestergaard, at det var nærliggende at se opbakningen og hjemsendelsen som en reaktion på særloven fra 1992.
I en artikel i Weekendavisen betegnede Peter Wivel særloven som "en katastrofe, som alle de tre partier i dag formentlig har fortrudt". .  Dansk Folkeparti har også kaldt særloven katastrofal og brugte igen oplysningerne om den senere dårlige integration politisk, blandt andet i 2011 ved at hævde, at den er et varsel om, hvad der vil ske, hvis S-SF vandt valget..  Venstres integrationsordfører, Karsten Lauritzen, beskrev Palæstinenserloven som en "lærestreg om, at man ikke skal lave særlove igen".
I en leder i Jyllandsposten i 2011 med titlen "Tossegodhed" blev Palæstinenserloven fremhævet som "definitionen på politisk ufornuft og romantik før 2001".
En gruppe på godt 60 afviste iranske og syriske asylansøgere brugte i 2012 Stefanskirken på Nørrebro som hjemsted for en sultestrejke. Igen blev Palæstinenserloven trukket frem som en uheldig erfaring, og justitsminister Morten Bødskov meldte klart ud, at man ikke kan protestere eller sultestrejke sig til særbehandling.